# Jean Charles Galissard de Marignac
Pour les articles homonymes, voir Marignac.
Jean Charles Galissard de Marignac (24 avril 1817 à Genève - 15 avril 1894 à Genève) est un chimiste suisse, professeur à l'Académie de Genève, découvreur ou codécouvreur des éléments chimiques gadolinium, samarium et de l'ytterbium. Ancien élève de École polytechnique (promotion 1835) et de l'École des mines de Paris, il a obtenu en 1886 la Médaille Davy.

## Famille et études
Fils de Jacob Galissard de Marignac, conseiller à Genève, et de Suzanne Le Royer, il naît à Genève le 24 avril 1817. Il étudie d'abord à l'Académie de Genève, où il est notamment l'élève d'Auguste De la Rive, jusqu'en 1835. Déclaré naturel français par arrêté préfectoral le 4 octobre 1834 (en application de la loi du 9 décembre 1790, en qualité de descendant d'un religionnaire fugitif), il entre à l'École polytechnique en novembre 1835 d'où il sort major de la promotion 1835 puis à l'École des mines de Paris où il étudie l'analyse minérale (sorti en 1840 mais diplômé en 1841). Il étudie ensuite la chimie organique avec Justus von Liebig à Giessen, puis la chimie minérale avec Jean-Baptiste Dumas et Louis Jacques-Thénard à Paris. Il travaille également à la Manufacture de Sèvres sous la direction d'Alexandre Brongniart. Il n'a que 24 ans[réf. nécessaire] lorsqu'on lui offre la chaire de Chimie de l'Académie de Genève (1841). Cette dernière deviendra Université de Genève en 1873. En 1845, il y est également nommé professeur de minéralogie. Il enseignera dans ses deux chaires jusqu'à sa retraite en 1878.

## Travaux
Marignac est connu pour ses travaux de précision quant à la détermination exacte des masses atomiques de vingt-huit éléments. Dans cette entreprise, il a, comme Jean-Baptiste Dumas et Jean Stas, l'idée de tester l'hypothèse de William Prout, mais il est plus disposé que le chimiste britannique à admettre qu'elle peut avoir certaines limites. Tout au long de sa carrière, il porte une attention particulières aux terres rares et à leur distinction ; en 1878, il parvient à extraire l'ytterbium de ce qui était supposé être de l'erbia pure, puis deux ans plus tard il découvre le gadolinium et le samarium dans des terres de samarskite ((Y, Ce, U, Fe)3(Nb, Ta, Ti)5O16). 
En 1840, Schoenbein avait découvert l'ozone dont il décrit les propriétés. On émet l'idée, à l'époque, que l'ozone est en partie composé d'azote. Les recherches de Marignac démontrent que l'azote n'entre pas dans la composition de l'ozone ; il formule l'hypothèse, vérifiée ultérieurement pas son élève Jacques-Louis Soret, que l'ozone n'est composé que d'oxygène.
En 1858, il établit l'isomorphisme des fluorostannates et des fluorosilicates, ce qui règle la question de la composition de l'acide silicique ; puis il étudie les fluosels de zirconium, bore, tungstène, etc., et prépare de l'acide silicotungstique, un des premiers exemples d'acides inorganiques complexes. 
En 1870, il étudie la composition d'un échantillon de gadolinite et passe deux ans à isoler les constituants, l'erbium et l'ytterbium.
En chimie physique, il mène des études sur la nature et le processus de solution, en particulier sur les effets thermiques de dilution de solutions salines, la variation de la chaleur spécifique des solutions salines avec la température et la concentration, ainsi que le phénomène de diffusion liquide.

## Récompenses et honneurs
- 1866 - correspondant de l'Académie des sciences de l'Institut de France
- 1886 - médaille Davy pour ses recherches sur les masses atomiques
- Membre des académies et sociétés scientifiques : 
  - Académie royale des sciences de Prusse (1894) ;
  - Académie des sciences de Turin ;
  - Académie royale des sciences de Suède (1873) ;
  - Académie des Lyncéens ;
  - Royal Society (1881 ; membre étranger)[2] ;
  - Société royale des sciences d'Upsal ;
  - Société des sciences de Moscou ;
  - Société des sciences de Manchester ;
  - Société des sciences de Boston.